# Волфхарт I фон Брандис
Волфхарт I фон Брандис (на немски: Wolfhart I. von Brandis; † 18 юни 1371, манастир Кьонигсфелден) е благородник от рода на фрайхерен на Брандис в Западна Швейцария (днес в кантон Берн). За пръв път е споменат в документи през 1341 г.

## Живот
Той е син на Манголд I фон Брандис и съпругата му Маргарета фон Неленбург, дъщеря на Манеголд II, ландграф на Хегау и Мадах († 1294/1295). Внук е на Вернер фон Брандис, управител на Труб († сл. 1280). По-големият му брат Тюринг II фон Брандис († 1368/1369) е управител на Труб, по-малките му Еберхард фон Брандис (абат на манастир Райхенау) и Хайнрих фон Брандис (абат на Айнзиделн) имат високи постове в църквата. Сестра му Анна фон Брандис († 1355) е омъжена за Улрих фон фон Клинген, съдия в Тюрингия († 1355).
С по-големият му брат Тюринг II фон Брандис той сключва подялба на собственостите. Тюринг II отговаря за собственостите около Берн, Волфхарт I за собственостите в Ементал.
През 1358 г. Волфхарт I ръководи управлението на манастир Констанц, което до води до проблеми с града. През 1367 г. той купува от брат си Тюринг II правата му за територията на Берн и става сам господар на собственостите на фамилията Брандис. Същата година брат му Еберхард ((абат на манастир Райхенау) залага всичките собствености на манастир Райхенау на братята си Волфхарт I и Хайнрих фон Брандис (абат на Айнзиделн). Това води до конфликти с град Констанц, в които се месят папата и императора.
През 1363 г. Волфхарт I, братята му и племенниците му участват в убийството на катедралния пробст на Констанц.
До пълнолетието на децата на жена му Агнес фон Монфор-Фелдкирх от първия ѝ брак Рудолф VI фон Верденберг-Сарганс († 1365), Хайнрих V фон Верденберг-Сарганс-Вадуц († 1397) и Хартман фон Верденберг-Сарганс († 1416), епископ на Кур (1389 –1416), той управлява комисарски със съпругата си Сарганс и териториите на днешен Лихтенщайн. Понеже те нямат наследници, децата на Волфхарт I поемат 1396 г. териториите на Верденбергите в долината на Рейн. Син му Волфхарт IV (II) фон Брандис поема от заварените си полубратя територията на днешното Княжество Лихтенщайн.

## Фамилия
Волфхарт I фон Брандис се жени ок. 1356 г. за Агнес фон Монфор-Фелдкирх († 1379), вдовица на граф Хартман III фон Верденберг-Сарганс († 1354), дъщеря на граф Рудолф IV фон Монфор-Фелдкирх († 1375) и Анна фон Берг-Шелклинген († 1362). Те имат децата:
- Волфхарт IV (II) фон Брандис († 1418), фрайхер, женен за Клемента фон Тирщайн († сл. 1424), незаконна дъщеря на граф Зигмунд IV фон Тирщайн († 1383)
- Улрих Тюринг фон Брандис († 1408/1409)